# Gustavo Fabbri
Gustavo Adolfo Alberto Fabbri (Forlì, 10 gennaio 1882 – Roma, 8 gennaio 1962) è stato un politico italiano, deputato dell'Assemblea Costituente.